# Start It Over
Start It Over è un singolo del gruppo musicale italiano Club Dogo, pubblicato il 27 marzo 2015 come quarto estratto dal settimo album in studio Non siamo più quelli di Mi fist.
Il singolo ha visto la partecipazione vocale del cantante statunitense Cris Cab.

## Video musicale
Il videoclip, diretto da Pepsy Romanoff, è stato pubblicato il 24 marzo 2015 attraverso il canale YouTube del gruppo. Esso mostra principalmente scene del gruppo e Cab intenti a salire su un elicottero, a cui vengono aggiunte alcune riprese aeree.